# NC.A
Im So-eun (hangul: 임소은), mer känd under artistnamnet NC.A (hangul: 앤씨아), född 7 oktober 1996 i Osan, är en sydkoreansk sångerska. NC.A är en förkortning för New Creative Artist.

## Karriär

### Debut med "My Student Teacher"
NC.A fick skivkontrakt efter att ha blivit upptäckt på internet där hon laddat upp videor och demos under sin skoltid. Hon väckte först uppmärksamhet när hon år 2012 gjorde ett framträdande vid en konsert med duon Yurisangja.
Den 12 augusti 2013 gjorde hon debut i och med släppet av musikvideon till sin första singel "My Student Teacher". Den 14 augusti släpptes även en dramaversion av musikvideon med Hyeri från tjejgruppen Girl's Day och skådespelaren Seo Ji-seok medverkande. I slutet av augusti rapporterades det att NC.A fått rollen att spela en student i TV-kanalen tvN:s kommande dramaserie Reply 1994 som började sändas i oktober 2013.

### "Oh My God" och fortsatta aktiviteter
I november 2013 släpptes teasers inför hennes andra singel med titeln "Oh My God", innan hela musikvideon till låten släpptes den 14 november. I slutet av månaden gjorde hon även sitt första framträdande i TV-programmet You Hee-yeol's Sketchbook på KBS.
I februari 2014 medverkade hon som fotomodell i tidningen International bnt och berättade att sångerskan Ailee var hennes stora förebild. Samma månad rapporterades det att NC.A, som nyligen gjort sin första reklamfilm för hörlurar och högtalare åt INNODESIGN, donerat hälften av inkomsterna till välgörande ändamål. Det rapporterades också att hon skulle släppa ny musik kommande månad, och i slutet av mars 2014 släpptes den nya singeln "Hello Baby", en popballad producerad av Wheesung.

### DebutalbumScent of NC.Aoch nya singlar

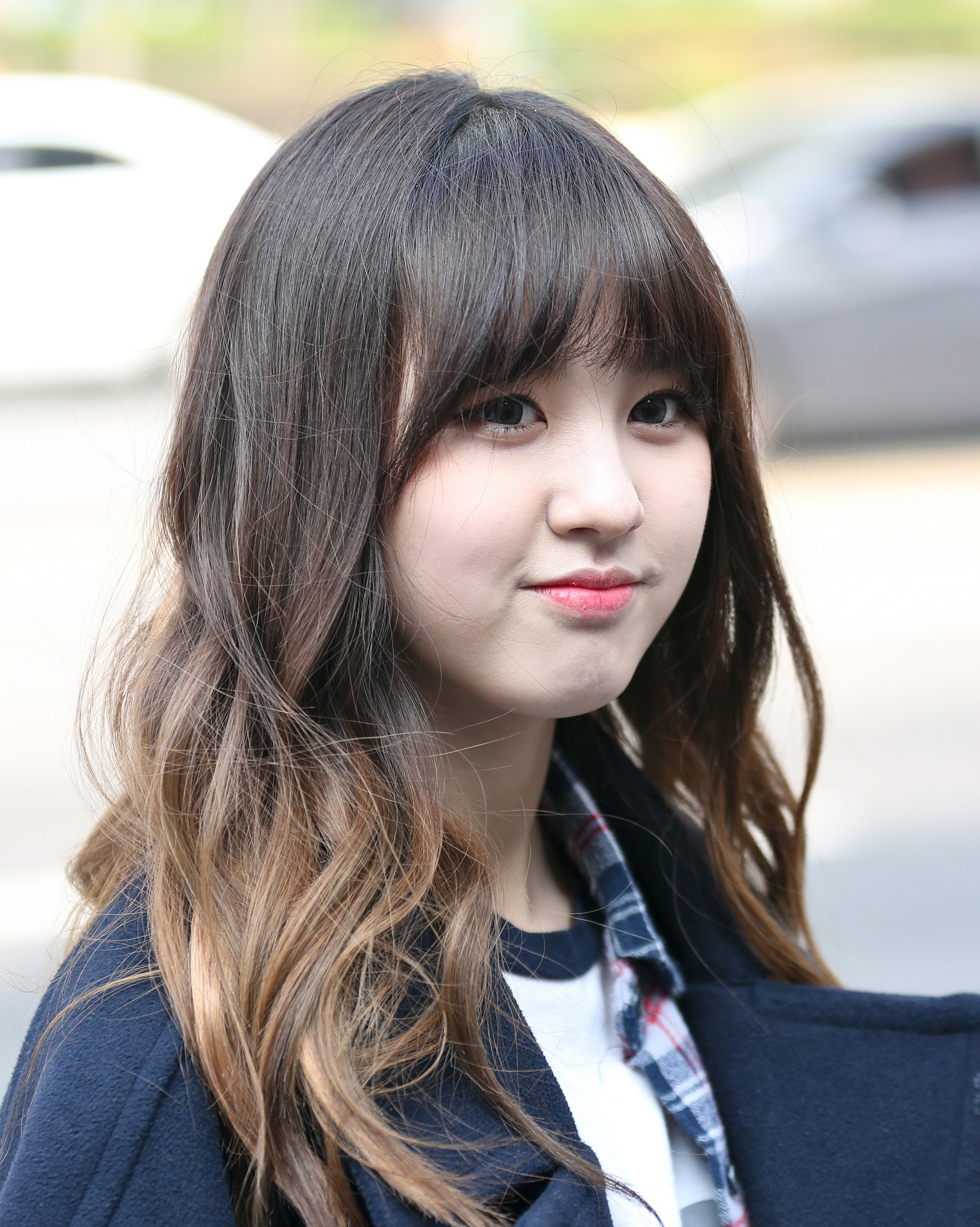
NC.A i mars 2015

Den 9 april 2014 släpptes musikvideon till hennes nya singel "I'm Different", och även hennes första album med titeln Scent of NC.A. I april 2014 började hon vara värd för musikprogrammet Ranking Reformat på MBC Music tillsammans med Sungwon från pojkbandet A-Prince. I juni 2014 utsågs NC.A till en av de bästa artisterna inom genren K-pop av en grupp experter inom den koreanska musikindustrin, i ett segment av programmet Pops in Seoul på Arirang TV. Den 12 juli 2014 framträdde hon tillsammans med Lee Se-jun i ett specialavsnitt av Immortal Song 2 på KBS. I september 2014 spelade hon in låten "Crazy You" tillsammans med SIMS från gruppen M.I.B.
I december 2014 återvände NC.A med musikvideon till den nya singeln "Hoo Hoo Hoo". Den 5 januari 2015 släppte hon också musikvideon till den nya singeln "Coming Soon" där hon för första gången gav sig på rap. I mars 2015 släpptes musikvideon till den nya singeln "Cinderella Time" som Sungjae från pojkbandet BtoB medverkar i. I maj 2015 spelade hon in låten "Only 5 Minutes More" tillsammans med Sangdo och Yano från pojkbandet Topp Dogg, och som är OST till dramaserien The Girl Who Sees Smells.

### "Vanilla Shake" och senaste aktiviteter
I juli 2015 återvände NC.A med teasers för sin nya singel "Vanilla Shake", innan hela musikvideon till låten släpptes den 20 juli. I december 2015 spelade hon in balladen "How long time..." tillsammans med sångerskan Shinji från gruppen Koyote. Hon medverkade även i TV-programmet Hidden Singer på JTBC.
I januari 2016 spelade hon in låten "Even If a Memorable Day Comes" åt TV-dramat Reply 1988 som seriens allra sista OST, en låt vars originalversion släppts år 1990 av sångaren Hong Sung-min. Låten nådde höga placeringar på landets musiktopplistor i och med dramats popularitet.
NC.A medverkade i TV-programmet Bon Boon Olympic som sändes på KBS den 10 februari 2016 i samband med det koreanska nyåret. Den 16 februari 2016 medverkade hon i Kim Chang-ryul's Old School på radiostationen SBS Power FM. Vid en fotosession och intervju med tidningen International bnt i maj 2016 berättade NC.A att hon som solosångerska var avundsjuk på tjejgrupper och att den grupp hon helst skulle vilja vara med i var f(x).

## Diskografi

### Album
| Albuminformation                                           | Topplacering          |
| Albuminformation                                           | Sydkorea (Gaon Chart) |
| ---------------------------------------------------------- | --------------------- |
| Scent of NC.A (EP-skiva) - Släppt: 9 april 2014            | 16                    |
| Time to Be a Woman (Studioalbum) - Släppt: 28 oktober 2016 | —                     |

### Singlar
| År   | Titel                | Topplacering          |
| År   | Titel                | Sydkorea (Gaon Chart) |
| ---- | -------------------- | --------------------- |
| 2013 | "My Student Teacher" | 92                    |
| 2013 | "Oh My God"          | 108                   |
| 2014 | "Hello Baby"         | 107                   |
| 2014 | "I'm Different"      | 81                    |
| 2014 | "Crazy You"          | —                     |
| 2014 | "Hoo Hoo Hoo"        | —                     |
| 2015 | "Coming Soon"        | —                     |
| 2015 | "Cinderella Time"    | —                     |
| 2015 | "Vanilla Shake"      | —                     |
| 2016 | "U in Me"            | —                     |
| 2016 | "Next Station"       | —                     |

### Soundtrack
| År   | Titel                                     | Topplacering          | Serie                    |
| År   | Titel                                     | Sydkorea (Gaon Chart) | Serie                    |
| ---- | ----------------------------------------- | --------------------- | ------------------------ |
| 2015 | "Just 5 More Minutes" (med Sangdo & Yano) | —                     | The Girl Who Sees Smells |
| 2016 | "Even If a Memorable Day Comes"           | 17                    | Reply 1988               |